# Osteodes procidata
Osteodes procidata là một loài bướm đêm trong họ Geometridae.